# Martin Rasmussen Hjelmen
Martin Rasmussen Hjelmen, född 1905, död 1944, var en norsk sjöman, kommunist och den första ledaren (1936–1938) för motståndsorganisationen Wollweberligan, som senare kom att kallas för Osvaldgruppen. Hjelmen var den första att använda smeknamnet Osvald, men namnet kom främst att bli förknippat med hans efterföljare Asbjørn Sunde som hösten 1938 övertog ledningen av gruppen.
Martin Rasmussen Hjelmen fick 1936 i uppdrag av Ernst Wollweber att bygga upp sabotagegrupper i både Norge och Sverige. Detta gjorde Hjelmen mellan 1936 och 1937 och lade därmed grunden för den kommunistiska sabotageverksamhet som riktade sig mot Nazityskland.
Rasmussen Hjelmen arresterades 10 februari 1940 i Bromma, varifrån han organiserade sabotageverksamhet bakom de finska linjerna i Vinterkriget. Hjelmen vägrade först att uppge sitt namn och sade att han hette Fridtjof Johannesen, men efter några dagar i häkte uppgav han sitt riktiga namn. Polisen kunde snart leda i bevis att han tillhörde en kommunistisk sabotageorganisation. Polisen delgav honom inte misstankarna, utan rätten dömde honom i stället för brukande av falska resehandlingar till åtta månader och 15 dagars fängelse. Då han frigavs utlämnades han 20 februari 1941 till Norge, där han greps av Gestapo. Gestapo skickade honom vidare till Tyskland, där han förhördes och torterades i Hamburg. Efter flera år i arbetsläger avrättades han genom halshuggning 30 maj 1944 i tukthuset Brandenburg-Görden.
Efter kriget ledde omständigheterna kring den svenska utlämningen av Martin Rasmussen Hjelmen till utredningar i såväl Norge som Sverige. Bland annat tog den svenska Granskningskommissionen upp fallet (Sandlerkommissionen) utan att det blev uppklarat. Troligen var utlämningen ett resultat av en överenskommelse mellan svensk polis och Gestapo.